# ハウス・オン・ファイアー
『ハウス・オン・ファイアー』(原題:Waking Up with the House on Fire)は、英国のバンドのカルチャー・クラブの3枚目のアルバムで、1984年10月22日に発売された。アルバムは全英アルバムチャートで2位を記録し、バンドにとって3枚目のトップ5アルバムになった。

## トラックリスト
- 全曲カルチャー・クラブの作曲。

Side one
1. ディンジャラス・マン - "Dangerous Man" – 4:14
2. 戦争のうた -  "The War Song" – 4:13
3. 僕、ついてない - "Unfortunate Thing" – 3:08
4. 夜は犯罪の時 - "Crime Time" – 2:59
5. ミステイク・ナンバー3 "Mistake No. 3" – 4:36

Side two
1. ザ・ダイヴ - "The Dive" – 3:47
2. メダル・ソング - "The Medal Song" – 4:15
3. ドント・トーク・アバウト・イット - "Don't Talk About It" – 3:17
ノエビア化粧品CMソング。
4. マヌカン人形 - "Mannequin" – 2:53
5. ハロー・グッドバイ - "Hello Goodbye" – 3:25

ボーナス・トラック（2003年のCDでの再発売）
1. 戦争のうた（スペイン語ヴァージョン）- "La Cancion de Guerra" – 4:04
2. ラヴ・イズ・ラヴ - "Love Is Love" – 3:51
映画『エレクトリック・ドリーム』サウンドトラック収録曲。
3. ザ・ドリーム - "The Dream" – 2:29
『エレクトリック・ドリーム』サウンドトラック収録曲。
4. 危ないストリート - "Don't Go Down That Street" – 6:34
日本のみシングル発売。

- チリで発売されたカセット版ではエクステンデッド・ヴァージョンの「戦争のうた」から始まる。

## パーソネル
カルチャー・クラブ
- Boy George – ヴォーカル
- Mikey Craig – ベース・ギター
- Roy Hay – ギター、ピアノ、キーボード、シタール、エレクトリック・シタール
- Jon Moss - パーカッション、ドラム

参加ミュージシャン
- Phil Pickett – キーボード、バック・コーラス
- Steve Grainger – サクソフォン
- Kenneth McGregor – トロンボーン
- Ron Williams – トランペット
- Helen Terry – バック・コーラス
- Imogen Exton – バック・コーラス
- Derek Green – バック・コーラス
- Alice Kemp – バック・コーラス
- Andriana Loizou – バック・コーラス
- Alanda Marchant – バック・コーラス
- Nancy Peppers – バック・コーラス
- Chris Rainbow – バック・コーラス
- Louis Rogers – バック・コーラス
- Martin Sunley – バック・コーラス
- Tara Thomas – バック・コーラス
- Clare Torry – バック・コーラス

## プロダクション
- Steve Levine – プロデューサー、デジタル・ミキシング
- Gordon Milne – エンジニア
- Peter Lees – アシスタント・エンジニア
- Jon Moss – デジタル・ミキシング
- Ray Allington – ヘアスタイリスト
- Kim Bowen – スタイリスト
- Stevie Hughes – 写真、メイクアップ
- Connie Jude – イラスト

## チャート
| チャート (1984–1985)                                         | 最高位 |
| ------------------------------------------------------------ | ------ |
| オーストラリア （Australian Kent Music Report Albums Chart） | 2      |
| カナダ (RPM Albums Chart）                                   | 6      |
| オランダ（Dutch Mega Albums Chart）                          | 7      |
| フランス（SNEP）                                             | 2      |
| イタリア                                                     | 7      |
| 日本（オリコン）                                             | 4      |
| ニュージーランド（RIANZ）                                    | 15     |
| ノルウェー（Norwegian VG-lista Albums Chart）                | 9      |
| スペイン                                                     | 4      |
| スウェーデン                                                 | 19     |
| スイス                                                       | 21     |
| イギリス                                                     | 2      |
| 全米 Billboard 200                                           | 26     |
| 西ドイツ（West German Media Control Albums Chart）           | 22     |

| チャート (1984) | 順位 |
| --------------- | ---- |
| オーストラリア  | 68   |
| カナダ          | 30   |
| フランス        | 61   |
| イタリア        | 60   |
| 日本            | 60   |
| イギリス        | 54   |
| チャート (1985) | 順位 |
| カナダ          | 89   |
| 日本            | 113  |

## 認定
| 国/地域                                             | 認定        | 認定/売上数 |
| --------------------------------------------------- | ----------- | ----------- |
| カナダ (Music Canada)                               | 2× Platinum | 200,000^    |
| フランス (SNEP)                                     | Gold        | 100,000*    |
| 日本                                                |             | 229,770     |
| ニュージーランド (RMNZ)                             | Platinum    | 15,000^     |
| イギリス (BPI)                                      | Platinum    | 499,000     |
| アメリカ合衆国 (RIAA)                               | Platinum    | 1,000,000^  |
| * 認定のみに基づく売上数 ^ 認定のみに基づく出荷枚数 |             |             |